# Bathynomus giganteus
Bathynomus giganteus es una especie de crustáceo isópodo. Es miembro de los isópodos gigantes (Bathynomus) y, como tal, está relacionado, aunque lejanamente, con los gambas y los cangrejos. Fue la primera especie de Bathynomus jamás documentada y fue descrita en 1879 por el zoólogo francés Alphonse Milne Edwards después de que el isópodo fuera encontrado en las redes de los pescadores frente a la costa del Parque nacional Tortugas Secas en el Golfo de México.
El Bathynomus es bentónico y abundante en aguas frías con una profundidad de 310 a 2140 m en el Atlántico occidental, incluido el Golfo de México y el Caribe. Fue la primera especie de Bathynomus descrita e inicialmente se informó en otros océanos, pero ahora se reconocen como otras especies estrechamente relacionadas. El tamaño inusualmente grande de este Bathynomus se ha atribuido a un efecto llamado gigantismo de las profundidades marinas, donde los invertebrados que viven en aguas frías y profundas tienden a crecer y tener una esperanza de vida más larga.

## Descripción
Como la mayoría de los crustáceos, el cuerpo de Bathynomus giganteus se divide en tres regiones distintas; una cabeza, un tórax y un abdomen. Tienen grandes ojos compuestos triangulares que están muy espaciados y tienen más de 4000 facetas individuales. Cuando la luz rebota en una capa altamente reflectante llamada tapetum lucidum en la parte posterior de los ojos, hace que parezcan brillar. B. giganteus alcanza una longitud típica de entre 19 y 36 cm La prensa popular ha informado que un individuo mide 76 cm de largo, pero el más grande confirmado fue ca. 50 cm.

## Reproducción
Bathynomus se reproduce mediante la puesta de huevos. Las hembras maduras desarrollan una bolsa conocida como marsupium, donde se almacenan los huevos hasta que las crías estén listas para emerger como miniaturas de los adultos, conocida como Manca, evitando por completo la etapa larvaria. Las mancas pueden alcanzar longitudes de hasta 60 mm y se caracterizan por carecer del séptimo par de pereiópodos. La anatomía reproductiva de Bathynomus giganteus se parece a la de otros isópodos. Las hembras de B. giganteus, aunque son muchas veces más grandes que las hembras de otros isópodos, llevan aproximadamente la misma cantidad de huevos en su marsupio. Los huevos, sin embargo, muestran un aumento de tamaño que parece ser casi proporcional al aumento del tamaño corporal. Los órganos reproductivos de los machos también se parecen a los de los machos de especies isópodas más pequeñas.

## Acuicultura
Los isópodos gigantes no suelen pescarse comercialmente. Sin embargo, se pueden encontrar otras especies de Bathynomus en algún restaurante ocasional junto al mar en el norte de Taiwán, donde se hierven y normalmente se sirven con arroz.